# Joshua Topolsky
Joshua Ryan Topolsky est un journaliste américain spécialisé dans les nouvelles technologies, né le 19 octobre 1977. Il est également producteur de musique et DJ sous le nom de Joshua Ryan. Il est l'époux de Laura June, ancienne journaliste de The Verge qui écrit maintenant pour les sites The Awl (en) et Jezebel.

## Biographie
D'abord éditeur en chef du site Engadget à partir d'août 2008, il quitte le site en mars 2011 pour créer This is My Next, un site temporaire tenu avec plusieurs ex-journalistes d'Engadget, notamment Paul Miller, Nilay Patel, Joanna Stern et Chris Ziegler. En juillet il annonce la création du site The Verge, qui est lancé en novembre et dont il est éditeur en chef. Il contribue personnellement aux articles et tourne régulièrement des podcasts pour le site. Il est également cofondateur de la maison mère du titre, Vox Media.
En juillet 2014 il annonce son départ de The Verge; il est remplacé en août par Nilay Patel, et rejoint Bloomberg pour développer l'offre d'actualité généraliste du groupe, notamment via une refonte du portail Bloomberg.com en février 2015. À la suite de désaccords personnels avec Michael Bloomberg sur la gestion du site, il est licencié par ce dernier en octobre.
En août 2016, il annonce la création de The Outline, un nouveau site d'actualité pour lequel il a mené une levée de fonds de 5 millions de dollars. Le site sera concentré sur trois sections : "pouvoir", "culture" et "futur". Son équipe sera composée d'une dizaine de journalistes, dont Aaron Edwards (ex-BuzzFeed News) et Adrianne Jeffries (ex-Motherboard).